# Peperomia palcana
Peperomia palcana är en pepparväxtart som beskrevs av C. Dc.. Peperomia palcana ingår i släktet peperomior, och familjen pepparväxter. Inga underarter finns listade i Catalogue of Life.